# Frank Sullivan (hockeista su ghiaccio)
Francis Gerald Sullivan, detto Frank (Toronto, 26 luglio 1898 – Toronto, 8 gennaio 1989), è stato un hockeista su ghiaccio canadese.

## Palmarès

### Olimpiadi invernali
- Oro a Sankt Moritz 1928 nell'hockey su ghiaccio.